# 형식적 군 법칙
대수기하학에서, 형식적 군 법칙(形式的群法則, 영어: formal group law)은 리 군의 국소적 곱셈 법칙을 형식적 멱급수로 공리화하여 얻은 대수적 구조이다. 구체적으로, 이는 일종의 결합 법칙을 만족시키는 형식적 멱급수이다. 표수 0의 체의 경우 이 개념은 사실상 리 대수와 동치이나, 다른 표수의 경우 이는 추가 정보를 포함한다.

## 정의
임의의 가환환 {\displaystyle K}가 주어졌다고 하자.
형식적 변수 {\displaystyle {\mathsf {x}}_{1},{\mathsf {x}}_{2},\dotsc ,{\mathsf {x}}_{n},{\mathsf {y}}_{1},{\mathsf {y}}_{2},\dotsc ,y_{n}}을 생각하자. 편의상 이들을
{\displaystyle {\mathsf {x}}=({\mathsf {x}}_{1},\dotsc ,{\mathsf {x}}_{n})}
{\displaystyle {\mathsf {y}}=({\mathsf {y}}_{1},\dotsc ,{\mathsf {y}}_{n})}
와 같이 표기하자.
이에 대한 형식적 멱급수환
{\displaystyle K[[{\mathsf {x}},{\mathsf {y}}]]}
을 생각하자. 이에 대한 형식적 군 법칙은 {\displaystyle n}개의 형식적 멱급수
{\displaystyle F=(F_{1},F_{2},\dotsc ,F_{n})}
{\displaystyle F_{1},\dotsc ,F_{n}\in K[[{\mathsf {x}},{\mathsf {y}}]]}
로 구성되며, 다음 조건을 만족시켜야 한다.
{\displaystyle F({\mathsf {x}},{\mathsf {y}})={\mathsf {x}}+{\mathsf {y}}+O({\mathsf {x}}^{2},{\mathsf {y}}^{2},{\mathsf {xy}})} (군 법칙의 최소차항)
{\displaystyle F({\mathsf {x}},F({\mathsf {y}},{\mathsf {z}}))=F(F({\mathsf {x}},{\mathsf {y}}),{\mathsf {z}})} (형식적 결합 법칙)
형식적 군 법칙 {\displaystyle F}가 다음 조건을 따른다면, 가환 형식적 군 법칙(영어: commutative formal group law)이라고 한다.
{\displaystyle F({\mathsf {x}},{\mathsf {y}})=F({\mathsf {y}},{\mathsf {x}})}

### 준동형
같은 가환환 {\displaystyle K}를 계수로 하는 {\displaystyle m}차원 형식적 군 법칙 {\displaystyle F}와 {\displaystyle n}차원 형식적 군 법칙 {\displaystyle G} 사이의 형식적 군 법칙 준동형(영어: formal group law homomorphism) {\displaystyle f\colon F\to G}은 다음 조건을 만족시키는 다항식
{\displaystyle f_{1},f_{2},\dotsc ,f_{n}\in K[[{\mathsf {x}}_{1},{\mathsf {x}}_{2},\dotsc ,{\mathsf {x}}_{n}]]}
이다.
{\displaystyle G(f({\mathsf {x}}),f({\mathsf {y}}))=f(F({\mathsf {x}},{\mathsf {y}}))}
역원을 가지는 형식적 군 법칙 준동형을 형식적 군 법칙의 동형이라고 한다. (이는 {\displaystyle m=n}일 때에만 존재한다.) 형식적 군 법칙 동형이
{\displaystyle f({\mathsf {x}})={\mathsf {x}}+O({\mathsf {x}}^{2})}
이라면, 이를 순동형(純同形, 영어: strict isomorphism)이라고 한다.

## 성질
형식적 군 법칙의 정의에는 역원의 존재에 대한 특별한 조건에 없지만, 이는 항상 자동적으로 성립한다. 즉, 임의의 형식적 군 법칙 {\displaystyle F}에 대하여, 항상
{\displaystyle F({\mathsf {x}},G({\mathsf {x}}))=0}
인 {\displaystyle G\in K[[{\mathsf {x}}]]}가 존재한다.

### 로그
만약 가환환 {\displaystyle K}가 유리수체 {\displaystyle \mathbb {Q} }를 포함한다면, {\displaystyle K} 계수의 임의의 {\displaystyle n}차원 형식적 군 법칙 {\displaystyle F}는 덧셈 형식적 군 법칙와 순동형이다. 즉, 어떤 순동형 {\displaystyle \log }에 대하여
{\displaystyle \log(F({\mathsf {x}},{\mathsf {y}}))=f({\mathsf {x}})+f({\mathsf {y}})}
가 된다.

### 리 대수와의 관계
임의의 {\displaystyle n}차원 형식적 군 법칙
{\displaystyle F_{i}({\mathsf {x}},{\mathsf {y}})={\mathsf {x}}_{i}+{\mathsf {y}}_{i}+\sum _{j,k}f_{i}{}^{jk}{\mathsf {x}}^{j}{\mathsf {y}}^{k}+\sum _{j,k}f'_{i}{}^{jk}{\mathsf {x}}^{j}{\mathsf {x}}^{k}+\sum _{j,k}f''_{i}{}^{jk}{\mathsf {y}}^{j}{\mathsf {y}}^{k}\dotsb }
에서, {\displaystyle f_{i}{}^{jk}}는 {\displaystyle n}차원 리 대수를 정의한다.
{\displaystyle [x,y]+O(x^{3},y^{3},xy^{2},yx^{2})=F(x,y)-F(y,x)}
표수 0의 체의 경우, 형식적 군 법칙의 범주는 리 대수의 범주와 동치이다. 그러나 이는 양의 표수의 경우 성립하지 않는다.

## 예
덧셈 형식적 군 법칙은 임의의 차원 및 계수에서 정의되는 다음과 같다.
{\displaystyle F({\mathsf {x}},{\mathsf {y}})={\mathsf {x}}+{\mathsf {y}}}
임의의 {\displaystyle a\in K}에 대하여, 곱셈 군 법칙은 다음과 같은 1차원 군 법칙이다.
{\displaystyle F({\mathsf {x}},{\mathsf {y}})={\mathsf {x}}+{\mathsf {y}}+u{\mathsf {x}}{\mathsf {y}}}

### 리 군의 형식적 군 법칙
{\displaystyle n}차원 리 군 {\displaystyle G}가 주어졌다고 하자. 이 경우, 그 리 대수 {\displaystyle {\mathfrak {lie}}(G)}의 임의의 기저를 잡고, 리 지수 함수
{\displaystyle \exp \colon {\mathfrak {lie}}(G)\to G}
로서 {\displaystyle G}의, 항등원 {\displaystyle 1\in G} 근방의 국소 좌표계를 정의할 수 있다. {\displaystyle G}의 곱셈은 매끄러운 함수이므로 이에 대한 테일러 급수를 취할 수 있으며, 이는 {\displaystyle n}차원 실수 계수 형식적 군 법칙을 이룬다.

### 특수 상대성 이론
특수 상대성 이론의 속도 덧셈 공식
{\displaystyle F({\mathsf {x}},{\mathsf {y}})={\frac {{\mathsf {x}}+{\mathsf {y}}}{1+{\mathsf {x}}\cdot {\mathsf {y}}}}}
은 형식적 군 법칙을 이룬다.

## 역사
잘로몬 보흐너(독일어: Salomon Bochner)가 1946년에 도입하였다.

## 같이 보기
- 비트 벡터

## 참고 문헌
1. ↑  Bochner, Salomon (1946). “Formal Lie groups”. 《Annals of Mathematics》 (영어) 47: 192–201. doi:10.2307/1969242. ISSN 0003-486X. JSTOR 1969242. MR 0015397.